# Brygada obrony terytorialnej
Brygada obrony terytorialnej - to lekki, manewrowy, ogólnowojskowy związek taktyczny podlegający dowódcy okręgu wojskowego, mogący wykonywać zadania w ugrupowaniu wojsk operacyjnych (związek operacyjny, związek taktyczny) oraz poza ich ugrupowaniem. 
Brygada obrony terytorialnej w działaniach obronnych może być wykorzystywana do osłony skrzydeł, pozycji ryglowych i w głębi ugrupowania do obrony mniej zagrożonych kierunków lub w dogodnym terenie, zwłaszcza zurbanizowanym, w kompleksach leśnych, górach oraz za przeszkodami terenowymi.
W okresie koncentracji wojsk operacyjnych w rejonach wyjściowych (mobilizacji) brygada obrony terytorialnej może prowadzić wspólnie z oddziałami Straży Granicznej – działania osłonowe. Celem tych działań jest stworzenie dogodnych warunków wojskom operacyjnym i obrony terytorialnej rozmieszczonym w głębi obszaru okręgu wojskowego do przeprowadzenia mobilizacji i przyjęcia ugrupowania stosownie do zamiaru operacji.
Zadania osłony wykonywane przez brygadę obrony terytorialnej powinny zapobiec wtargnięciu przeciwnika w obszar okręgu wojskowego i opóźnianie jego natarcia poprzez uporczywą obronę przygotowanych zawczasu pozycji.
Brygada obrony terytorialnej rozmieszczona w głębi obszaru może przygotować i prowadzić obronę miast, obsadzać kolejne rubieże obronne, bądź też stanowić odwód przeciwdesantowy. W szczególnych przypadkach może brać udział wspólnie z formacjami ministerstwa właściwego do spraw wewnętrznych w zwalczaniu sił dywersyjnych (specjalnych) i terrorystycznych oraz lokalizować ogniska zbrojnego podziemia.

## Jednostki obrony terytorialnej
- 1 Gdańska Brygada Obrony Terytorialnej w Lęborku
- 3 Zamojska Brygada Obrony Terytorialnej w Zamościu
- 14 Brygada Obrony Terytorialnej Ziemi Przemyskiej im. Hetmana Jerzego Lubomirskiego w Przemyślu
- 18 Białostocka Brygada Obrony Terytorialnej im. Marszałka Edwarda Rydza-Śmigłego w Białymstoku
- 22 Karpacka Brygada Piechoty Górskiej Obrony Terytorialnej w Kłodzku